# Stazione di Bonefro-Santa Croce
La stazione di Bonefro-Santa Croce è una fermata ferroviaria, posta sulla ferrovia Termoli-Campobasso, che serve i comuni di Bonefro e di Santa Croce di Magliano.

## Storia

### Terremoto del 2002
L'originario edificio di stazione venne demolito in seguito ai danni subiti a causa del terremoto del Molise del 2002; rimasero in opera presente un solo binario e una pensilina munita di panchina.
Prima della demolizione e trasformazione in fermata erano presenti tre binari, quello di corretto tracciato, un binario di precedenza, utilizzato per effettuare gli incroci tra i treni, e uno tronco.
Risulta essere l'unico impianto demolito a causa del terremoto del 2002 e l'unico rimasto senza fabbricato viaggiatori (anche se in altri impianti della linea sono chiusi ma comunque presenti).

## Strutture e impianti
Nella stazione sono presenti una pensilina per l'attesa dei viaggiatori, un binario e un marciapiede per la salita discesa dal treno.

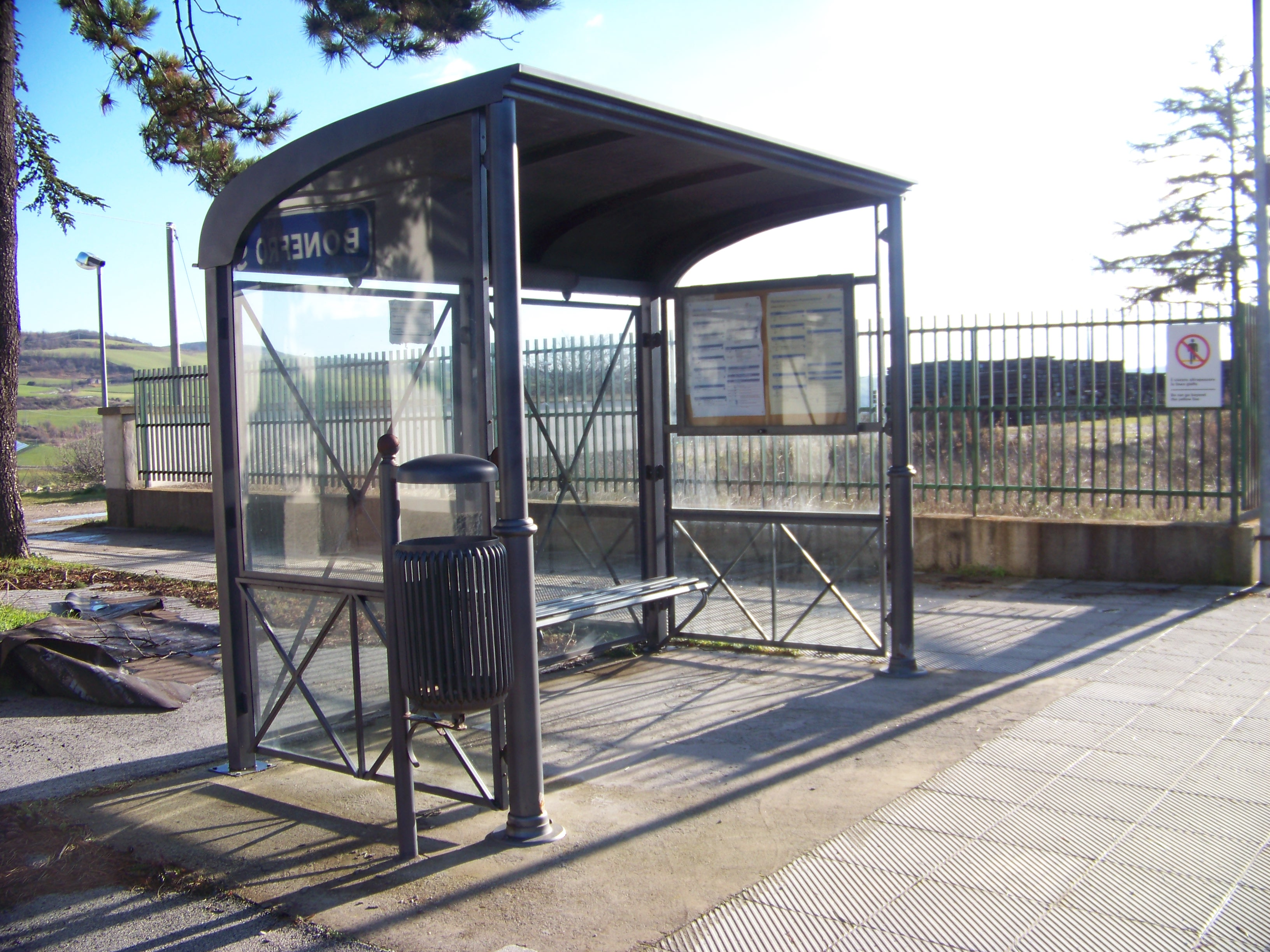
La pensilina che sostituisce il fabbricato viaggiatori demolito